# Marco Rossi
Marco Rossi, född 23 september 2001 i Feldkirch är en österrikisk professionell ishockeyforward som är kontrakterad till Minnesota Wild i National Hockey League (NHL) och spelar för Iowa Wild i American Hockey League (AHL)
Han har tidigare spelat för ZSC Lions i National League (NL); GCK Lions i Swiss League (SL) samt Ottawa 67's i Ontario Hockey League (OHL).
Rossi draftades av Minnesota Wild i första rundan i 2020 års draft som nionde spelare totalt.

## Statistik
| 2017–2018  | GCK Lions      | SL         | 18  | 4  | 3   | 7   | 6  | —  | — | —  | —  | —  |
| 2018–2019  | Ottawa 67's    | OHL        | 53  | 29 | 36  | 65  | 32 | 17 | 6 | 16 | 22 | 18 |
| 2019–2020  | Ottawa 67's    | OHL        | 56  | 39 | 81  | 120 | 40 | —  | — | —  | —  | —  |
| 2020–2021  | ZSC Lions      | NL         | 1   | 0  | 1   | 1   | 0  | —  | — | —  | —  | —  |
| 2021–2022  | Minnesota Wild | NHL        | 1   | 0  | 0   | 0   | 2  | —  | — | —  | —  | —  |
|            | Iowa Wild      | AHL        | 21  | 7  | 16  | 23  | 12 | —  | — | —  | —  | —  |
| NHL totalt | NHL totalt     | NHL totalt | 1   | 0  | 0   | 0   | 2  | —  | — | —  | —  | —  |
| OHL totalt | OHL totalt     | OHL totalt | 109 | 68 | 117 | 185 | 72 | 17 | 6 | 16 | 22 | 18 |

### Internationellt
| Källa: Uppdaterad: 2022-01-07 | Källa: Uppdaterad: 2022-01-07 | Källa: Uppdaterad: 2022-01-07 |         | Utv = Utvisningsminuter | Utv = Utvisningsminuter | Utv = Utvisningsminuter | Utv = Utvisningsminuter | Utv = Utvisningsminuter |
| År                            | Lag                           | Mästerskap                    | Matcher | Mål                     | Assists                 | Poäng                   | Utv                     |                         |
| ----------------------------- | ----------------------------- | ----------------------------- | ------- | ----------------------- | ----------------------- | ----------------------- | ----------------------- | ----------------------- |
| 2017                          | Österrike                     | U18-VM D1B                    | 5       | 6                       | 2                       | 8                       | 4                       |                         |
| 2018                          | Österrike                     | U18-VM D1B                    | 5       | 4                       | 3                       | 7                       | 4                       |                         |
| 2018                          | Österrike                     | JVM-D1A                       | 5       | 3                       | 2                       | 5                       | 8                       |                         |
| 2021                          | Österrike                     | JVM                           | 4       | 0                       | 0                       | 0                       | 2                       |                         |
| Junior totalt                 | Junior totalt                 | Junior totalt                 | 19      | 13                      | 7                       | 20                      | 18                      |                         |